# Gnipahellir
Na mitologia nórdica, Gnipahellir (cume da montanha) é uma caverna suspensa onde vive Garmr, o hellhound, que está acorrentado até ao início do Ragnarok e que guarda os portões de Helheim.